# Képzeletfölde 3.
A Képzeletfölde 3. (Imaginationland Episode III.) a South Park animációs rajzfilmsorozat 165. része (a 11. évad 12. epizódja), és az Emmy-díjas Képzeletfölde-trilógia harmadik, és egyben utolsó része. Elsőként 2007. október 31-én sugározták az Egyesült Államokban.Magyarországon 2008. július 18-án mutatta be az MTV.

## Cselekmény
|  | Alább a cselekmény részletei következnek! |

Aslan, a bölcsek tanácsának elnöke, nagy vonalakban elmeséli az eddig Képzeletföldén történteket. Al Gore újra a medvedisznóember létezését bizonygatja. Kyle a kórházban „képzeletbeli hangokat” hall, és hirtelen rájön, hogy Stan beszél a fejében. Ekkor Cartman rátör, és újrakezdi az előkészületeket a szerződésben foglaltak teljesítéséhez.
A képzeletbeli lények elmondják Buttersnek, hogy ő az egyetlen reményük, hiszen ő egy „alkotó”, tehát el tud képzelni újabb kitalált lényeket. Durván ráparancsolnak, hogy képzelje újra a Mikulást, de ijedtsége miatt képtelen teljesíteni ezt.
Miközben Cartman a kórházban készülődik, Kyle a híradót nézi, amelyben a Pentagon elnöke beszámol az újságíróknak a terrortámadásról, nem kis ijedséget és felháborodást keltve. Továbbá megosztja a nyilvánossággal a Képzeletfölde lebombázásáról való tervüket is. Szerintük ehhez nem kell engedély, mert a képzeletbeli figurák nem valódiak, de a kormány még vitatkozik erről. Tüntetések szerveződnek a bombázás ellen. Kyle hirtelen újra hallja Stan hangját a fejében, és most már beszélni is tud hozzá. Kiderül, hogy Stan éppen elért a Gumimaci-erdő végére, és megpillantotta a Napsugárkastélyt és az az előtt felsorakozó hatalmas hadseregeket, amik a jó és a gonosz képzeletbeli lényekből állnak. A hadseregek összecsapnak, és Butters még mindig próbálja újraképzelni a Mikulást.
A kormány és a Pentagon úgy határoz, hogy a képzelet lebombázásához nem kell engedély, mivel a képzelt lények nem valódiak, és ez mellékesen azt is jelenti, hogy Kyle-nak nem kell teljesítenie a szerződésben foglaltakat. Kyle ismét beszélget Stannel a fejében, és elmondja barátjának, hogy a kormány le akarja bombázni Képzeletföldét. Stan szerint Kyle ezt nem hagyhatja, hiszen akkor ő és Butters is meghal, de Kyle nem tudja, mit tegyen. Cartman tébolyultan megesküszik neki, hogy „le fogja szopni a golyóit, még a nap vége előtt”.
Képzeletföldén tovább folyik a véres csata, és a jóknak egyre kevesebb a reményük. Buttersnek ekkor sikerül újraképzelnie a Mikulást, aki aztán rögtön csatába is áll. Butters újabb és újabb jó lényeket képzel, amikor Stant a kastélyba viszik, aki aztán közli velük, hogy a kormány le akarja bombázni Képzeletföldét.
Kyle kétségbeesetten próbál bejutni a Pentagonba, de mikor nem sikerül neki, elkeseredve beáll a tüntető hippik sorába. A bomba az átjáró előtt már készülőben van, de ekkor Cartman betör, és vitát szít a dolgozók körében arról, hogy mi kitalált és mi valóságos. A Pentagon elnöke véget vet a vitatkozásnak, és kidobatja a tiltakozó Cartmant.
Kyle reményvesztetten ül a Pentagon előtt, és a fejében beszélő Stannel tárgyal, aki rá akarja venni arra, hogy bizonyítsa be, a képzelet igenis valós. Közben a jók és rosszak háborúja tovább zajlik, de Butters segítségével egyre inkább a jók kerülnek előnybe. A Pentagonban már visszaszámlálás folyik a bomba elindításáig, de Kyle is betör, és egy meggyőző beszéddel leállíttatja a bombát. Cartman újra elkezd erősködni a szerződés miatt, de Kyle most már határozottan leállítja. Ekkor viszont Al Gore jóvoltából a kapu mindenkit beszippant, és a bomba visszaszámlálása tovább folytatódik.
Képzeletföldén a jók éppen győzelmüket ünneplik, mikor az átjáró által beszippantott emberek is Képzeletföldén kötnek ki. Nincs idejük megmagyarázni, hogy honnan jöttek és miért, mert lezuhan a bomba, és egész Képzeletföldét elpusztítja. Butters, az egyetlen túlélő viszont már gyakorlottan újraképzeli az egészet, olyanná, amilyen még a terrortámadás előtt volt. Cartman rájön, hogy mindenki tudja használni a képzeletét, még ő is: elképzeli Kyle-t, ahogy az ő golyóit szopja.
Ekkor Butterst felébresztik a szülei, és (szokás szerint) megbüntetik, amiért Képzeletföldén töltötte az idejét, ahelyett, hogy az anyjának segített volna pincét takarítani.

## Utalások
- Al Gore „furcsa” viselkedése és a medvedisznóember létezésének bizonygatása utalás A medvedisznóember című epizódra.
- A támadás emlékeztet a Gyűrűk urára.

## Külső hivatkozások
- „Imaginationland Episode III.” a South Park hivatalos honlapján. Archiválva 2008. július 4-i dátummal a Wayback Machine-ben
- Imaginationland Episode III. az Internet Movie Database oldalon (angolul)